# دانوویتا
دانوویتا (به لاتین: Danowita) یک منطقهٔ مسکونی در سری‌لانکا است که در ناحیه گامپاها واقع شده‌است. دانوویتا ۲٬۹۰۰ نفر جمعیت دارد.